# جون هنسينغ
جون توماس هنسينغ (بالإنجليزية: John Thomas Hensing)‏ هوَ أُستاذ أَلماني، عَمل أستاذًا مُساعدًا في الطِب وأستاذًا للفلسفة الكيميائية الطبيعية في جامعة غيسن. وُلد عام 1683 وَتوفي عام 1726، وابنه هوَ فريدريش هنسينغ.